# Le Soleil (Senegal)
Le Soleil er en dagligt nyhedsavis som udgives i Dakar i Senegal, og blev grundlag i 1970.

## Historie
I 1933 begyndte den fransk presse udgiver Charles de Breteuil avisen under navnet Paris-Dakar og var dengang en ugentlig nyhedsavis. I 1936 blev Paris-Dakar en daglig nyhedsavis i Subsaharisk Afrika. Som følge af uafhængigheden af Senegal skiftede avisen i 1961 navn til Dakar-Matin. Den 20. maj 1970 fik avisen så sit nuværende navn Le Soleli.